# Hadromys
Hadromys là một chi động vật có vú trong họ Muridae, bộ Gặm nhấm. Chi này được Thomas miêu tả năm 1911. Loài điển hình của chi này là Mus humei Thomas, 1886.

## Các loài
Chi này gồm các loài: